# Vakoplch dlouhoocasý
Vakoplch dlouhoocasý Cercartetus caudatus je velmi malý vačnatec lišící se od blízce příbuzného vakoplcha drobného dlouhým ocasem.

## Výskyt
V malé oblasti v severním Queenslandu, kromě toho na Nové Guineji. Obývá deštné lesy a žije především na stromech, po kterých pomocí svého dlouhého ocasu velmi zručně šplhá.

## Základní data
Délka vakoplcha dlouhoocasého je 10 až 11 cm. Jeho hmotnost je 25 až 40 g.

## Zajímavosti
Ačkoliv víme o jeho způsobu života a jeho rozmnožování velice málo, je zřejmě podoben běžnému vakoplchu drobnému. Víme, že se kromě hmyzu všeho druhu živí i nektarem a pylem květů některých druhů stromů. Přes den se skrývá v hnízdě, které si sám staví z listí nebo větévek kapradin v dutinách větví, nebo mezi kapradinami. Vyznačuje se především dlouhým ocasem.